# Philippe Salvan
Philippe-Marie Salvan, né le 17 mai 1965 à Nancy (Meurthe-et-Moselle), est aujourd'hui Professeur de sport, cadre technique à la fédération française de volley-ball et entraîneur professionnel français de volley-ball. 
Après avoir travaillé pour la Fédération française de volley-ball comme entraîneur au Centre National du Volley-Ball de 1992 à 1994 où il est également entraîneur adjoint de l'équipe de France junior, il devient entraîneur-joueur au Montpellier UC. Pendant cette période il sera l'adjoint de Pierre Laborie en équipe de France senior (1999-2000).
En 2002, il s'engage auprès du club de Tourcoing LM. 
En 2004, il réintégre la Fédération française de volley-ball où il occupe successivement les fonctions de responsable de la détection masculine, d'entraîneur au Centre National du Volley-Ball puis d'entraîneur de l'équipe de France Junior. 
En 2007, il devient l'entraîneur de l'Arago de Sète.
Après cette expérience sétoise, il revient à la FFVB et au CNVB en septembre 2009, il s'occupe à nouveau de la détection nationale.  
En 2012, il répond à l'appel de l'entraineur de l'équipe de France féminine de volley-ball (Fabrice Vial) et devient entraîneur adjoint de l'EDF A fém, sa mission s'est achevé en septembre 2013 après un quart de finale au championnat d'Europe.  
De juillet 2015 à septembre 2019, il est entraîneur de l'équipe de France juniors féminine  
Depuis 2020, il a repris la détection nationale masculine à la FFVolley  
Il est né le 17 mai 1965 à Nancy (Meurthe-et-Moselle). 
Auparavant, Philippe Salvan a été joueur professionnel de Volley-ball. Formé au CNVB Il a ensuite évolué 12 saisons en Pro A. Il totalise également 250 sélections en équipe de France senior de 1985 à 1993. Il mesure 1,95 m et jouait attaquant.

## Clubs fréquentés en tant qu'entraîneur
| Club                          | Pays   | De        | À           |
| Équipe de France masc U19     | France | 1993      | 1995        |
| Montpellier UC                | France | 1994-1995 | 2001-2002   |
| Équipe de France masculine    | France | 1999      | 2000        |
| Tourcoing LM                  | France | 2002-2003 | 2003-2004   |
| CNVB                          | France | 2004-2005 | 2006-2007   |
| Équipe de France masc U19     | France | 2005      | 2007        |
| Arago de Sète                 | France | 2007-2008 | 2008-2009   |
| CNVB                          | France | 2009-2010 | 2012        |
| Équipe de France féminine     | France | 2012      | 2013        |
| Équipe de France Fém U20      | France | 2015      | 2019        |
| Détection Nationale Masculine | France | 2020      | Aujourd'hui |

## Clubs fréquentés en tant que joueur
| Club                  | Pays   | De        | À         |
| CNVB                  | France | 1983-1984 | 1984-1985 |
| Montpellier UC        | France | 1985-1986 | 1988-1989 |
| ASUL Lyon Volley-Ball | France | 1989-1990 | 1990-1991 |
| AS Cannes Volley-Ball | France | 1991-1992 | 1991-1992 |
| Montpellier UC        | France | 1992-1993 | 1996-1997 |

## Palmarès
Entraîneur International
- 1994 : 2e championnat Europe Junior
- 1999 : Ligue Mondiale + Championnat Europe Senior
- 2000 : Ligue Mondiale + tournoi qualification JO
- 2004 : 2e championnat Europe Junior
- 2012 : Ligue européenne (EDF senior féminine)
- 2013 : Jeux méditerranéens + 1/4 finale championnat d'Europe senior féminin
- 2016 : Championnat Europe Junior fém
- 2018 : Championnat Europe junior fém

Joueur
- 1986 : Stage Préparation 18 mois Chpt du monde France
- 1987 : Universiades
- 1988 : JO de Séoul
- 1990 : Ligue Mondiale + Championnat Monde Brésil
- 1991 : Ligue Mondiale + Championnat d'Europe Allemagne
- 1992 : Ligue Mondiale + JO de Barcelone
- 1993 : Jeux méditerranéens France